# Муравьёво (Череповецкий район)
Муравьёво — село в Череповецком районе Вологодской области России. Входит в состав Ягницкого сельского поселения, с точки зрения административно-территориального деления — в Большедворский сельсовет.

## География
Расстояние по автодороге до районного центра Череповца — 140 км, до центра муниципального образования Ягницы — 30 км. Ближайшие населённые пункты — Остров, Старое.

## Население
| 2010 |
| ---- |
| 0    |

По переписи 2002 года население — 2 человека.